# بحيرة أرا
بحيرة أرا هي بحيرة تقع في بلدية أريمارك في مقاطعة أوستفولد،النرويج .